# Lucifer y Prometeo

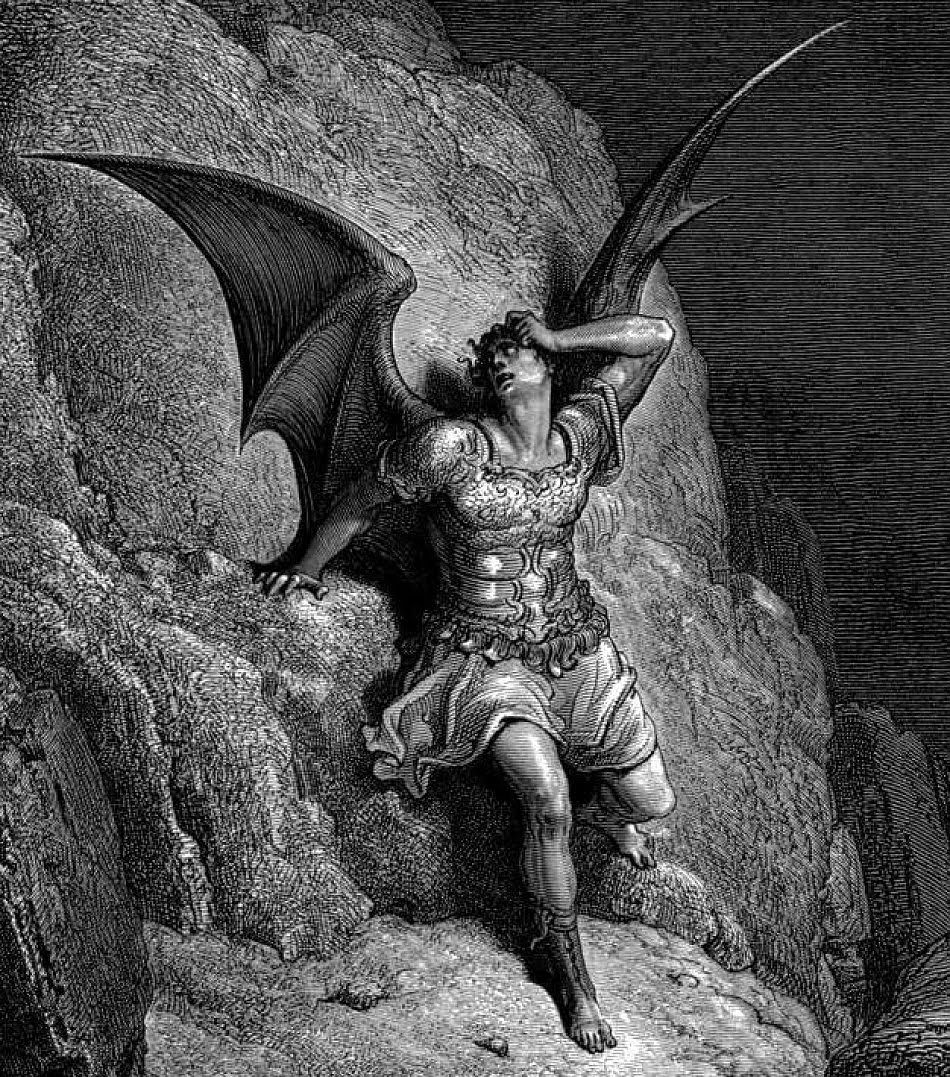
Satanás en El paraíso perdido, como lo ilustra Gustave Doré.

Lucifer y Prometeo es una obra de crítica literaria psicológica escrita por R.J. Zwi Werblowsky y publicada en 1952. En ella, Werblowsky argumenta que el Satanás de El paraíso perdido de John Milton se convirtió en un personaje desproporcionadamente atractivo debido a los atributos que comparte con el titán griego Prometeo. Se le ha llamado "más esclarecedor" por su perspectiva histórica y tipológica sobre el Satanás de Milton que incorpora valores tanto positivos como negativos. El libro también ha sido significativo al señalar la ambigüedad esencial de Prometeo y su naturaleza dual satánica o similar a la de Cristo desarrollada en la tradición cristiana.
Werblowsky utiliza la terminología de Carl Jung y su escuela al examinar las "proyecciones mitológicas de la psique humana", aunque enfatiza que no le interesa el concepto del arquetipo en el sentido estrictamente junguiano. Más bien, él ve el mito de figuras como Satanás y Prometeo que expresan "las deficiencias ... del mundo tal como lo concibe el alma humana". La relación de poder y civilización se explora a través de la interacción de los conceptos del pecado del Antiguo Testamento y la hibris griega. En este análisis, Satanás "se convierte en el único exponente del poder en este universo sublunar, post-lapsario pero pre-escatológico, y por lo tanto se erige como el prototipo del esfuerzo civilizador humano".
Werblowsky se propone explorar "lo heroico en sus límites", y hace explícito el factor motivador de la Segunda Guerra Mundial y sus horrores al emprender este estudio:

La bestia apocalíptica desatada se ha convertido en una realidad para nuestra generación, y nadie sabe lo que aún nos espera. Por lo tanto, es comprensible que los libros sobre el diablo hayan ido en aumento últimamente. ... Si los intentos de esta escuela aún no han dado mucho fruto, es porque tememos más a la vista del diablo que a su actividad, y debido a una reticencia muy comprensible para forzar la apertura de nuestros 'sepulcros blanqueados'.

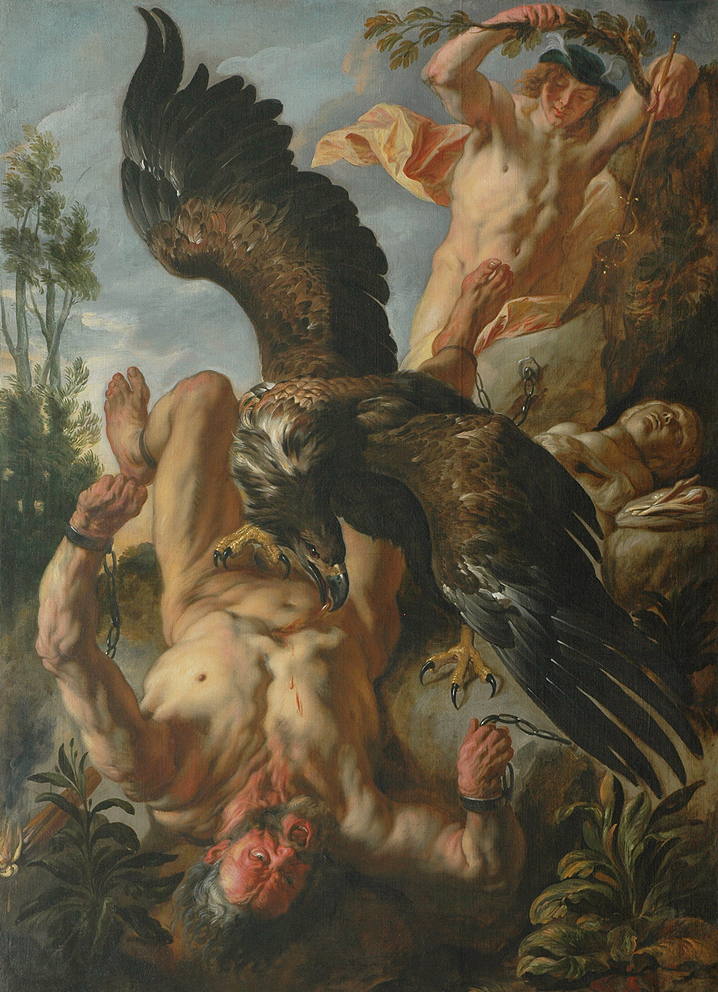
Prometeo torturado (Jacob Jordaens, 1640).

Lucifer y Prometeo fue uno de los 204 volúmenes de la serie de la Biblioteca Internacional de Psicología, Filosofía y Método Científico publicada entre 1910 y 1965 e incluyendo títulos de Jung, Sigmund Freud, Jean Piaget, Erich Fromm y otros. Fue el primer libro publicado de Werblowsky. Este volumen fue reeditado en 1999 por Routledge. Incluye una introducción escrita por Jung.

## Citas
1. ↑  Alessandro Bausani, "Islam in the History of Religions," Problems and Methods of the History of Religions (Brill, 1972), p. 62.
2. ↑  Gedaliahu G. Stroumsa, "Myth into Metaphor: The Case of Prometheus," Gilgul: Essays on Transformation, Revolution and Permanence in the History of Religions (Brill, 1987), p. 311.
3. ↑  La frase "sepulcros blanqueados" es una alusión a Mateo 23:27; se usa también en El corazón de las tinieblas de Joseph Conrad.
4. ↑  Stroumsa, "Myth into Metaphor, p. 311.